# Роина (Бреша)
Роина је насеље у Италији у округу Бреша, региону Ломбардија.
Према процени из 2011. у насељу је живело 93 становника. Насеље се налази на надморској висини од 109 м.